# Mohamed bin Zayed Al Nahyan
Mohamed bin Zayed bin Sultan Al Nahyan (arabisk: محمد بن زايد بن سلطان آل نهيان; født 11. marts 1961), i daglig tale kendt under sine initialer som MBZ, er præsident for Forenede Arabiske Emirater,  hersker over Abu Dhabi og øverstkommanderende for Forenede Arabiske Emiraters væbnede styrker. Han ses som drivkraften bag UAE's interventionistiske udenrigspolitik og er leder af en kampagne mod islamistiske bevægelser i den arabiske verden.
I januar 2014, da hans halvbror Khalifa, daværende præsident for Forenede Arabiske Emirater og Sheikh af Abu Dhabi, fik et slagtilfælde, blev Mohamed bin Zayed Al Nahyan Abu Dhabis de facto hersker og kontrollerede næsten alle aspekter af UAE's politik. Mohamed bin Zayed blev betroet den daglige beslutningstagning i emiratet Abu Dhabi som Abu Dhabis kronprins. Akademikere har karakteriseret Mohamed bin Zayed som den stærke leder af et autoritært regime. I 2019 benævnte New York Times ham til den mest magtfulde arabiske hersker og en af de mest magtfulde mænd på jorden. Han var med på TIME magazines liste over de 100 mest indflydelsesrige personer i 2019. 13. maj 2022 blev han hersker over Abu Dhabi efter Khalifas død og blev dagen efter valgt til præsident for Forenede Arabiske Emirater. 